# Stephens Passage
Die Stephens Passage ist eine 170 km lange Meerenge im Panhandle des US-Bundesstaats Alaska. Sie liegt im Alexanderarchipel und verläuft zwischen Admiralty Island im Westen und dem Festland im Osten.
Die Stephens Passage schließt im Norden an den Gastineau Channel südlich von Juneau an, führt in einem leichten Bogen Richtung Süden und mündet in den Frederick Sound. Der Tracy Arm liegt etwa auf halber Länge der Passage.
Benannt wurde die Meerenge 1794 von George Vancouver vermutlich nach Sir Philip Stephens.
Die Fähren des Alaska Marine Highways verkehren in der Stephens Passage.